# 平將恆
平將恆（1007年—1057年），又名平將常，別名大藏太郎、六郎、秩父將恒、秩父將常，日本平安時代中期至後期的武將和豪族，他是桓武天皇6世孫，平將門的外孫。
他最高職位是武藏國守，他本人也是秩父氏之祖。

## 概略
治安3年（1023年），武藏國守藤原真枝違反朝廷敕命在武藏國起兵，平將恆受命率相模國，上總國之兵在豐島與之一戰，藤原真枝自盡。將恆因鎮壓之功得到駿河國、武藏國、上總國、下總國之地。
長元元年（1028年），兄長平忠常佔據房總半島作亂，將恆勢力大衰。
他在武藏國秩父郡的子孫稱秩父平氏，在武藏國勢力甚大，日後稱秩父氏。
他在前九年之役時戰死，享年51歲。